# Historia de los ministerios de Fomento de España
Este artículo trata sobre los ministerios españoles que, a lo largo de la historia, han asumido competencias en obras públicas, transportes y comunicaciones.
El Ministerio de Fomento aparece por primera vez en la historia en 1832 con la creación de la Secretaría de Despacho de Fomento General del Reino que se convertiría en 1833 en el Ministerio de Fomento General del Reino, denominándose en 1834 Ministerio de Interior. Desaparece en 1836 y reaparece en 1847 como Ministerio de Comercio, Instrucción y Obras Públicas. En 1851 se denomina ya Ministerio de Fomento.

## Historia

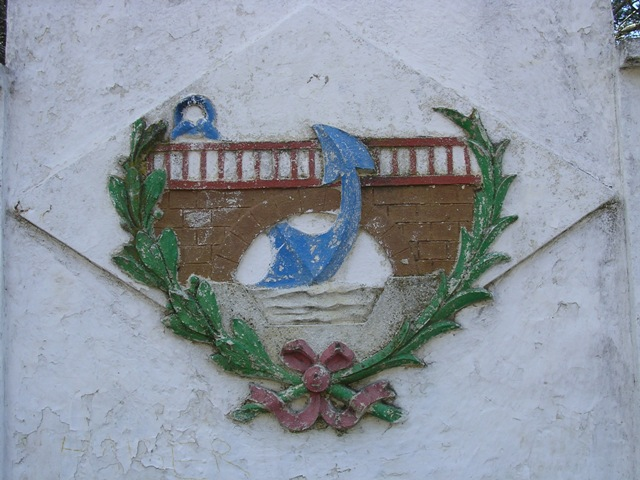
Antiguo logotipo del Ministerio de Obras Públicas en una fuente de San Pedro de las Herrerías.

### Creación
Mediante Real decreto de 5 de noviembre de 1832, de Victoriano de Encima, se creó en España el Ministerio de Fomento General del Reino (hoy Ministerio del Interior) bajo la denominación de Secretaría de Estado y del Despacho de Fomento General del Reino. Su ámbito de competencia era muy amplio y comprendía áreas de política gubernamental que con el devenir de los años, se irían escindiendo en los Ministerios de Educación, Cultura, Agricultura, Interior, Sanidad, Industria y Comercio. Concretamente la norma mencionada atribuía al nuevo Departamento la capacidad para actuar sobre: 

La Estadística general del Reino, y la fijación de límites de las provincias y pueblos; el arreglo de pesos y medidas; la construcción y conservación de los caminos, canales, puertos mercantes, puentes y todas las obras públicas; la navegación interior; el fomento de la agricultura; las casas de monta y depósitos de caballos padres; los viveros y crías de ganados; el comercio interior y exterior; la industria, las artes, oficios y las manufacturas; los gremios; las nuevas poblaciones establecidas ó proyectadas mientras gocen de privilegios especiales; las obras de riego y desecación de terrenos pantanosos; los desmontes; el plantío y conservación de los montes y arbolados; las roturaciones y cerramiento de tierras, y la distribución y aprovechamiento de las de propios, comunes y baldíos; las minas y canteras; la caza y la pesca; la instrucción pública; las universidades, colegios sociedades, academias y escuelas de primera enseñanza; la imprenta y periódicos, bien sean del Gobierno ó de particulares; los correos, postas y diligencias; todos los establecimientos de caridad o de beneficencia; los Ayuntamientos y hermandades; las Juntas y Tribunales de Comercio; las ferias y mercados; el ramo de sanidad con sus lazaretos, aguas y baños minerales; los teatros, y toda clase de diversiones y recreos públicos; la policía urbana y rústica, y la de seguridad pública, tanto exterior como interior; el Juzgado de vagos y mal entretenidos; las cárceles y casas de corrección y presidios; el gobierno económico y municipal de los pueblos; el cuidado y administración de sus propios y arbitrios; los alistamientos, sorteos y levas para el ejército y marina con la debida intervención de los respectivos Ministerios de estas armas; los Conservatorios de artes y de música; y finalmente, todos los demás objetos que, aunque no se hallen expresados, correspondan ó sean análogos a las clases indicadas.

### Reinado de Isabel II y Sexenio Democrático
Por Real decreto de 13 de mayo de 1834 el ministerio cambió su denominación a Secretaría de Estado y del Despacho del Interior y desde diciembre de 1835 se denominó Secretaría de Estado y del Despacho de la Gobernación del Reino.
Años más tarde, mediante Real Decreto de 28 de enero de 1847, se creaba la Secretaría de Estado y del Despacho de Comercio, Instrucción y Obras Públicas y en 1851 adquiría ya la denominación que más ha perdurado: Ministerio de Fomento, que a la altura de 1869 contaba con las Direcciones Generales de Instrucción Pública y de Obras Públicas, Agricultura, Industria y Comercio. Un año después se creaba el Instituto Geográfico Nacional, que se incorpora desde el primer momento a Fomento.

### Restauración, Segunda República y Dictadura franquista
En 1900, las áreas de Educación y Cultura se desgajaron de Fomento, al crearse el Ministerio de Instrucción Pública. Durante cuatro años, el Departamento se denominó de Agricultura, Industria, Comercio y Obras Públicas, con competencias sobre ferrocarriles, carreteras, canales, puertos, faros y balizas, así como Agricultura, la Industria y el Comercio. Estas tres últimas áreas de actividad se atribuyeron al nuevo Departamento de Economía Nacional en 1928, manteniendo Fomento las Obras Públicas, Ferrocarriles, Minas, Montes, Pesca y Caza.

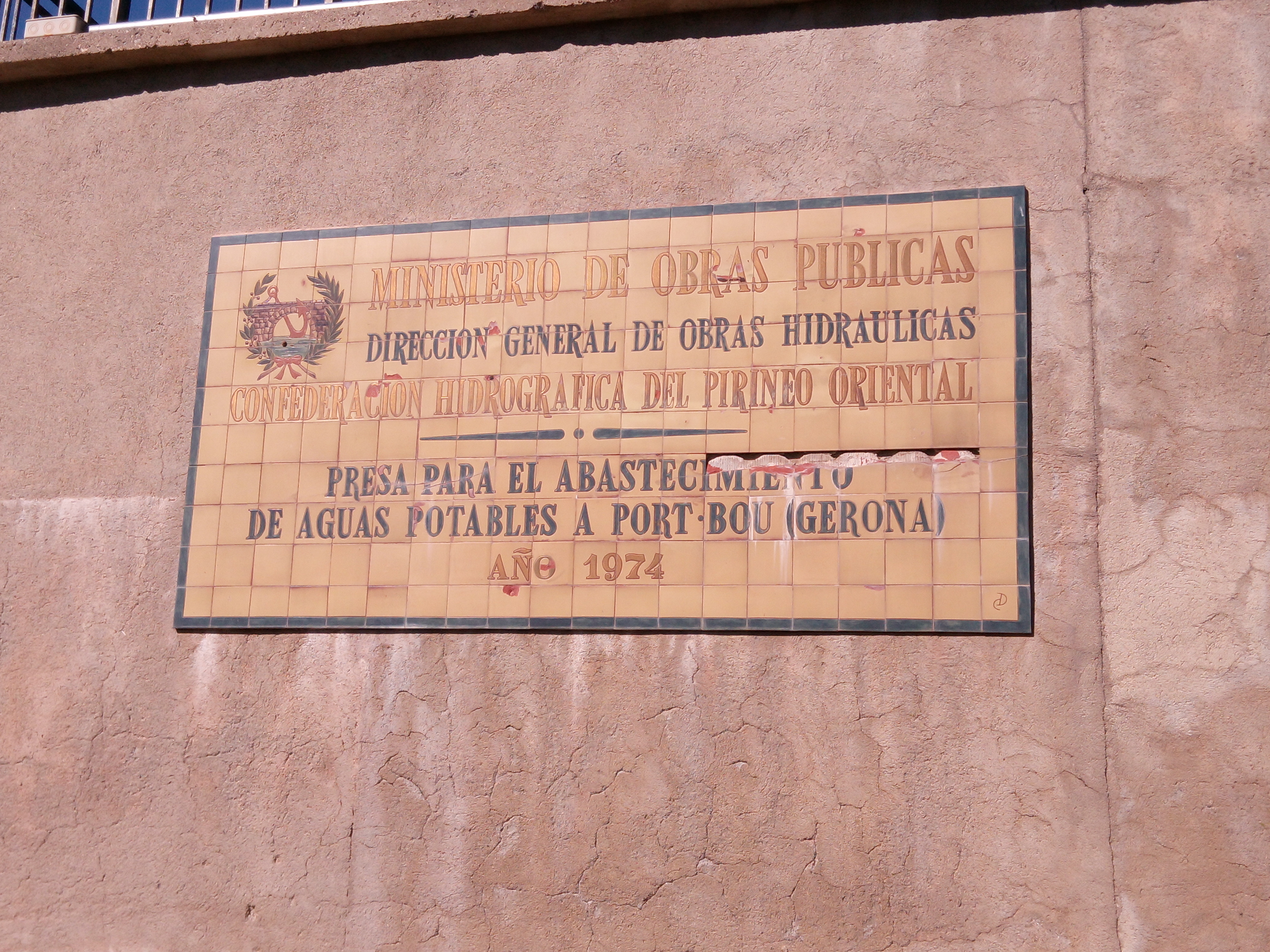
Placa de azulejos instalada en 1974 con mención del Ministerio de Obras Públicas

Tras el advenimiento de la II República, y en virtud del Decreto de 16 de diciembre de 1931, se adoptó la denominación de Ministerio de Obras Públicas. Contaba con una Subsecretaría y tres Direcciones Generales: Ferrocarriles, Tranvías y Transportes Mecánicos por Carretera; Caminos y Obras Hidráulicas, además del Servicio Central de Puertos y Señales Marítimas La estructura se mantuvo, durante 46 años, si bien con modificaciones parciales: Creación de una Secretaría General Técnica en 1968;  Dirección General de Transportes Terrestres como nueva denominación de la de Ferrocarriles, Tranvías y Transportes Mecánicos por Carretera y Dirección General de Carreteras y Caminos Vecinales, como nueva denominación de la D.G. Caminos y Obras Hidráulicas.

### Período democrático (desde 1975)
Cambios de mayor calado se producen durante la Legislatura Constituyente. Entre julio de 1977 y marzo de 1991, el Departamento permanece escindido en dos: Por un lado el Ministerio de Obras Públicas y Urbanismo (con la incorporación de las competencias en materia de vivienda y la Dirección General de Acción Territorial y Medio Ambiente, procedente de Presidencia del Gobierno) y por otro lado el Ministerio de Transportes y Comunicaciones (desde 1981, también Turismo). 
Según Real Decreto 815/1978, de 30 de marzo, el Ministerio de Transportes y Comunicaciones es el encargado de la actividad administrativa en materia de transportes terrestres, marítimos y aéreos, pesca marítima y de las comunicaciones postales, telegráficas, radiotelegráficas, telefónicas y radiotelefónicas.
El Real Decreto 89/1987, de 23 de enero, definía el papel del MOPU en los siguientes términos: propuesta y ejecución de las directrices generales del Gobierno en relación con carreteras, obras hidráulicas, puertos y costas, arquitectura y edificación, vivienda, urbanismo, medio ambiente, astronomía, geodesia, geofísica, cartografía y meteorología y las demás materias que le atribuyen las disposiciones vigentes. En 1990, se daba realce a la cuestión medioambiental, con la creación de la Secretaría General de Medio Ambiente.
No fue hasta la tercera Legislatura de Felipe González cuando se produjo de nuevo la fusión (excepto el área de Turismo), mediante Real Decreto 576/1991, de 21 de abril, siendo Josep Borrell el primer ministro del Departamento (que en 1993 incorporó la denominación el término Medio Ambiente).
Tras la llegada al Gobierno del Partido Popular, se recupera la antigua denominación de Ministerio de Fomento y se crea, por primera vez en España, un Ministerio de Medio Ambiente. Según Real Decreto 1886/1996, le corresponden las políticas sobre infraestructuras y sistemas del transporte terrestre de competencia estatal, aéreo y marítimo y su regulación administrativa; los servicios postales y telegráficos, así como el establecimiento, ordenación y desarrollo de las telecomunicaciones civiles; vivienda, edificación, urbanismo y arquitectura; y finalmente astronomía, geodesia, geofísica, cartografía y metrología. Se dota para ello de una Secretaría de Estado de Infraestructuras y Transportes, una Subsecretaría y una Secretaría General de Comunicaciones.
Desde entonces, el Departamento ha mantenido el grueso de sus competencias, con algunas variaciones (pérdida de las telecomunicaciones, en favor de Ciencia y Tecnología, desde 2000 y pérdida de vivienda entre 2004 y 2010 y desde 2023, con la existencia de un Ministerio ad hoc).

## Denominación del Ministerio
Este ministerio ha recibido a lo largo de su historia las denominaciones siguientes:
- Ministerio de Comunicaciones
- Ministerio de Obras Públicas
- Ministerio de Obras Públicas y Comunicaciones
- Ministerio de Comunicaciones y Marina Mercante
- Ministerio de Comunicaciones, Transportes y Obras Públicas
- Ministerio de Comunicaciones y Transportes
- Ministerio de Obras Públicas y Urbanismo (MOPU)
- Ministerio de Obras Públicas y Transporte (MOPT)
- Ministerio de Obras Públicas, Transportes y Medio Ambiente
- Ministerio de Fomento
- Ministerio de Transportes, Movilidad y Agenda Urbana
- Ministerio de Transportes y Movilidad Sostenible

Además, durante periodos como por ejemplo el de la II República sus funciones estuvieron repartidas en varias carteras ministeriales (p. e.: Ministerio de Comunicaciones y Ministerio de Obras Públicas).

## Lista de secretarios de Estado
Secretario de Estado de Política Territorial y Obras Públicas
- José Alberto Zaragoza Rameu (1993-1996)

Secretario de Estado de Infraestructuras y Transportes
- Joaquín Abril Martorell (1996-1998)
- Albert Vilalta González (1998-2000)
- Benigno Blanco Rodríguez (2000-2004)

Secretario de Estado de Infraestructuras y Planificación
- Víctor Morlán Gracia (2004-2008)

Secretario de Estado de Transportes
- Fernando Palao Taboada (2004-2009)
- Concepción Gutiérrez del Castillo (2009-2010)
- Isaías Táboas Suárez (2010-2011)

Secretario de Estado de Infraestructuras
- Josefina Cruz Villalón (2008-2009)

Secretario de Estado de Planificación y Relaciones Institucionales
- Víctor Morlán Gracia (2008-2009)

Secretario de Estado de Planificación e Infraestructuras
- Víctor Morlán Gracia (2009-2011)

Secretaria de Estado de Vivienda y Actuaciones Urbanas
- Beatriz Corredor (2010-2011)

Secretario de Estado de Infraestructuras, Transporte y Vivienda
- Rafael Catalá Polo (2011-2014)
- Julio Gómez-Pomar Rodríguez (2014-2018)
- Pedro Saura García (2018-2020)

Secretario de Estado de Transportes, Movilidad y Agenda Urbana
- Pedro Saura García (2020-2021)
- Isabel Pardo de Vera Posada (2021-2023)
- Francisco David Lucas Parrón (2023)

Secretario de Estado de Transportes y Movilidad Sostenible
- José Antonio Santano Clavero (2023- )

## Lista de secretarios generales
- Secretaría General de Infraestructuras 
  - Francisco Javier Flores García (2022- )
  - Sergio Vázquez Torrón (2020-2022)
  - Julián López Milla (2019-2020)
  - José Javier Izquierdo Roncero (2018-2019)
  - Manuel Niño González (2013-2018)
  - Gonzalo Jorge Ferre Moltó (2012-2013)
  - José Damián Santiago Martín (2011-2012)
  - Inmaculada Rodríguez-Piñero Fernández (2009-2011)
  - José Damián Santiago Martín (2008-2009)
  - Josefina Cruz Villalón (2005-2008)
  - Antonio Monfort Bernat (2004-2005)
- Secretaría General para las Infraestructuras del Transporte Terrestre
  - Emilio Pérez Touriño (1991-1994)
- Secretaría General de Transporte Terrestre
  - Marta Eulia Serrano Balbuena (2023- )
- Secretaría General de Transportes Aéreo y Martítimo
  - Benito Núñez Quintanilla (2023- )
- Secretaría General de Transportes y Movilidad
  - María José Rallo del Olmo (2020-2023)
- Secretaría General de Transportes 
  - María José Rallo del Olmo (2018-2020)
  - Carmen Librero Pintado (2012-2018)
  - José Luis Cachafeiro Vila (2009-2012)
  - Fernando Palao Taboada (2004-2008)
- Secretaría General para los Servicios de Transportes
  - Manuel Panadero López (1991-1996)
- Secretaría General de Vivienda
  - Helena Beunza Ibáñez (2018-2020)
  - Anunciación Romero González (2010-2011)
  - Javier Eugenio Ramos Guallart (2004-2010)
- Secretaría General de Movilidad Sostenible
  - Sara Hernández del Olmo (2025- )
  - Álvaro Fernández Heredia (2024-2025)
- Secretaría General de Agenda Urbana y Vivienda
  - José Igacnacio Carnicero Alonso-Colmenares (2023- )
  - Francisco David Lucas Parrón (2020-2023)
- Secretaría General de Relaciones Institucionales y Coordinación
  - Fernando Puig de la Bellacasa Aguirre (2009-2011)
- Secretaría General de Planificación y Concertación Territorial
  - José Alberto Zaragoza Rameau (1991-1993)

## Lista de subsecretarios
| Nombre                                 | Profesión / Cuerpo de funcionarios                      | Año de nacimiento | Fecha de nombramiento   |
| -------------------------------------- | ------------------------------------------------------- | ----------------- | ----------------------- |
| Luis Ortiz González (1)                | Cuerpo Superior de Inspectores de Hacienda del Estado   | 1932              | 23 de julio de 1976     |
| Manuel Fraile Clivilles (1)            | Letrado del Consejo de Estado                           | 1943              | 13 de mayo de 1977      |
| Ignacio Bayón Mariné (2)               | Letrado del Consejo de Estado                           | 1944              | 10 de julio de 1977     |
| Alejandro Rebollo Álvarez-Amandi (2)   | Cuerpo Superior de Inspectores de Hacienda del Estado   | 1934              | 3 de abril de 1978      |
| Pedro José López Jiménez (1)           | Ingeniero de Caminos                                    | 1942              | 21 de abril de 1978     |
| Manuel Pérez Olea (1)                  | Cuerpo Superior de Administradores Civiles del Estado   | 1934              | 20 de abril de 1979     |
| Juan Carlos Guerra Zunzunegui (2)      | Abogado                                                 | 1935              | 13 de junio de 1980     |
| Juan Antonio Guitart y de Gregorio (1) | Ingeniero de Caminos                                    |                   | 13 de marzo de 1981     |
| Carlos Merino Vázquez (2)              |                                                         | 1942              | 18 de diciembre de 1981 |
| Baltasar Aymerich Corominas (1)        | Profesor Universitario                                  | 1943              | 7 de diciembre de 1982  |
| Gerardo Entrena Cuesta (3)             | Cuerpo Superior de Administradores Civiles del Estado   | 1936              | 7 de diciembre de 1982  |
| Ricardo González Antón (3)             | Cuerpo Superior de Administradores Civiles del Estado   | 1936              | 24 de julio de 1985     |
| José de Gregorio Torres (1)            | Abogado                                                 | 1948              | 1 de agosto de 1986     |
| Emilio Pérez Touriño (3)               | Profesor Universitario                                  | 1948              | 1 de agosto de 1986     |
| Javier Mauleón Álvarez de Linera (1)   | Magistrado                                              | 1949              | 13 de noviembre de 1987 |
| Antonio Llarden Carratala (1)          | Ingenieros Industriales                                 | 1951              | 21 de abril de 1991     |
| Victor Calvo-Sotelo Ibáñez-Martín (4)  | Ingenieros de Caminos                                   | 1961              | 10 de mayo de 1996      |
| Adolfo Menéndez Menéndez (4)           | Cuerpo de Abogados del Estado                           | 1958              | 5 de mayo de 2000       |
| Mª Encarnación Vivanco Bustos (4)      | Cuerpo Superior de Inspectores de Hacienda del Estado   | 1948              | 19 de abril de 2004     |
| José María Ramírez Loma (4)            | Cuerpo Superior de Inspectores de Hacienda del Estado   | 1952              | 21 de octubre de 2008   |
| Jesús Salvador Miranda Hita (4)        | Cuerpo Superior de Inspectores de Hacienda del Estado   | 1958              | 17 de abril de 2009     |
| Mario Garcés Sanagustín (4)            | Cuerpo Superior de Inspectores de Hacienda del Estado   | 1967              | 30 de diciembre de 2011 |
| Rosana Navarro Heras (4)               | Cuerpo Superior de Inspectores de Seguros del Estado    | 1968              | 18 de noviembre de 2016 |
| Jesús Manuel Gómez García (4) (5) (6)  | Cuerpo Superior de Interventores y Auditores del Estado | 1970              | 18 de junio de 2018     |
| Rafael Guerra Posadas (4) (5) (6)      | Profesores de Enseñanza Secundaria                      | 1970              | 27 de agosto de 2024    |

(1) Subsecretario de Obras Públicas y Urbanismo
(2) Subsecretario de Transportes y Comunicaciones
(3) Subsecretario de Transportes, Turismo y Comunicaciones
(4) Subsecretario de Fomento
(5) Subsecretario de Transportes, Movilidad y Agenda Urbana
(6) Subsecretario de Transportes y Movilidad Sostenible

## Lista de directores generales
- Director de Gabinete del Ministro
  - Encarnación Sandonis Rodríguez (2024- )
  - Ricardo Lorka Mar Ruipérez (2020-2024)
  - Sergio Vázquez Torrón (2018-2020)
  - Ángel Fernández Díaz (2016-2018)
  - María García Capa (2014-2016)
  - Alicia Portas Martínez (2011-2014)
  - Javier Hurtado Domínguez (2009-2011)
  - Carlos María Juárez Colera (2009)
  - Enrique Salvo Tierra (2008-2009)
  - Francisco Celso González González (2005-2008)
  - Jorge Mariné Brandi (2004-2005)
  - Juan López Rodríguez (2004)
  - Juan Ramón Martínez Salazar (2000-2004)
  - Víctor González Muñoz (1996-2000)
  - Miguel Cruz Amorós (1993-1996)
  - Antonio Herrero Alcón (1991-1993)
  - Ricardo Pérez Solero (1989-1991)
  - Valentín Medel Ortega (1988-1989)
  - Juan Ramón Pajares Gutiérrez (1986-1988)
  - Miguel Ángel González Bernabé (1982-1986)
  - Carlos Fernández Conde (1981-1982)
  - José Miguel Hernández Vázquez (1981)
- Dirección General de Carreteras 
  - Juan Pedro Fernández Palomino (2022-2023)
  - Javier Herrero Lizano (2018-2022)
  - Jorge Urrecho Corrales (2012-2018)
  - José María Pertierra de la Uz (2010-2012)
  - Aureliano López Heredia (2008-2010)
  - Francisco Javier Criado Ballesteros (2004-2008)
  - Antonio José Alonso Burgos (2000-2004)
  - Juan Francisco Lazcano Acedo (1996-2000)
  - José Javier Dombriz Lozano (1991-1996)
  - Rafael Fernández Sánchez (1989-1991)
  - Enrique Balaguer Camphuis (1981-1989)
  - Juan Bautista Diamante Cabrera (1977-1981)
  - Enrique Aldama Miñón (1974-1977)
  - Leopoldo Doadrio López (1970-1974)
  - Pedro de Areitio y Rodrigo (1965-1970)
  - Pedro Mañueco y de Lecea (1965)
  - Camilo Pereira Soler (1963-1965)
  - Vicente Mortes Alfonso (1960-1963)
  - Pedro García Ormaechea y Casanovas (1957-1960)
  - Pedro Ansorena y Sáenz de Jubera (1955-1957)
  - Manuel María Arrillaga y López Puigcerver (??-1955)
  - Ildefonso Sánchez del Río (1945-1951)
- Dirección General del Sector Ferroviario
  - Carlos María Juárez Cólera (2023- )
- Dirección General de Planificación y Evaluación de la Red Ferroviaria
  - Casimiro Iglesias Pérez (2020-2023)
- Dirección General de Infraestructuras Ferroviarias
  - Carlos María Juárez Colera (2009-2011)
- Dirección General de Ferrocarriles
  - Miguel Pozo de Castro (2013-2015)
  - Manuel Niño González (2012-2013)
  - Luis de Santiago Pérez (2004-2009)
  - Manuel Niño González (2000-2004)
- Dirección General de Ferrocarriles y Transportes por Carretera
  - Juan Miguel Sánchez García (1999-2000)
  - Fernando José Cascales Moreno (1996-1999)
- Dirección General de Infraestructuras del Transporte Ferroviario
  - Antonio Monfort Bernat (1993-1996)
  - Antonio Alcaide Pérez (1991-1993)
- Dirección General de Planificación
  - Pascual Villate Ugarte (2008-2010)
- Dirección General de Planificación y Coordinación Territorial 
  - Casimiro Iglesias Pérez (2005-2008)
  - Josefina Cruz Villalón (2004-2005)
- Dirección General de Planificación Territorial
  - José María Pérez Blanco (1993-1996)
- Dirección General de Planificación Interregional de Grandes Infraestructuras
  - Antonio Monfort Bernat (1991-1993)
- Dirección General de Planificación Intermodal del Transporte en las Grandes Ciudades
  - Francisco Fernández Lafuente (1991-1993)
- Dirección General de Transporte Terrestre
  - Jaime Moreno García-Cano (2021- )
  - Mercedes Gómez Álvarez (2018-2021)
  - Joaquín del Moral Salcedo (2012-2018)
  - Manel Villalante i Llauradó (2010-2012)
  - Francisco Espinosa Gaitán (2010)
  - Fernando Pascual Bravo (1994-1996)
  - Bernardo Vaquero López (1991-1994)
  - Manuel Panadero López (1982-1991)
  - Francisco González-Haba González (1982)
  - Jesús Posada Moreno (1981-1982)
  - Pedro González-Haba y González (1979-1981)
  - José Luis García López (1977-1979)
- Dirección General de Transporte por Carretera y Ferrocarril
  - Roser Obrer Marco (2024- )
- Dirección General de Transportes por Carretera
  - Roser Obrer Marco (2023-2024)
  - Juan Miguel Sánchez García (2000-2010)
- Dirección General de Infraestructura del Transporte
  - Antonio Alcaide Pérez (1982-1991)
  - Luis del Cañizo Perate (1981-1982)
  - Florentino Pérez Rodríguez (1980-1981)
  - Juan Antonio Guitart y de Gregorio (1979-1980)
  - Carlos García Maura (1978-1979)
- Dirección General de Estrategias de Movilidad
  - Miguel Álvarez Martínez (2025- )
  - José Alfonso Gálvez Salinas (2024-2025)
- Dirección General de Puertos y Costas
  - Luis Fernando Palao Taboada (1982-1991)
  - Pascual Pery Paredes (1980-1982)
  - Carlos Martínez Cebolla (1978-1980)
- Dirección General de la Marina Mercante
  - Ana Núñez Velasco (2025- )
  - Gustavo Santana Hernández (2023-2025)
  - Benito Núñez Quintanilla (2018-2023)
  - Rafael Rodríguez Valero (2012-2018)
  - María Isabel Durántez Gil (2009-2012)
  - Felipe Martínez Martínez (2004-2009)
  - José Luis López-Sors González (2000-2004)
  - Fernando Casas Blanco (1996-2000)
  - Pedro Anatael Meneses (1995-1996)
  - Rafael Lobeto Lobo (1989-1995)
  - José Antonio Madiedo Acosta (1986-1989)
  - Fernando Salvador y Sánchez-Caro (1982-1986)
  - Máximo Alfonso Garzón (1982)
  - Alfonso Soler Turmo (1982)
  - Vicente Rodríguez-Guerra y Luque (1980-1982)
- Dirección General de Aviación Civil
  - David Benito Astudillo (2022- )
  - Raúl Medina Caballero (2015-2022)
  - Ángel-Luis Arias Serrano (2012-2015)
  - Manuel Ameíjeiras Vales (2009-2012)
  - Manuel Bautista Pérez (2004-2009)
  - Ignacio Estaún y Díaz de Villegas (2002-2004)
  - Enrique Sanmartí Aulet (1998-2002)
  - Luis Felipe de la Torre de la Plaza (1997-1998)
  - Fernando Piña Saiz (1996-1997)
  - Juan Manuel Bujía Lorenzo (1991-1996)
  - Carlos Martín Plasencia (1989-1990)
  - Manuel Mederos Cruz (1985-1989)
  - Pedro Tena López (1982-1985)
- Dirección General de Navegación Aérea
  - Francisco Cal Pardo (1980-1982)
  - Angel Mendoza Catrain (1977-1980)
- Dirección General de Transporte Aéreo
  - Diego Iñiguez Sánchez-Arjona (1975-1982)
- Dirección General de Actuaciones Concertadas en las Ciudades
  - Francisco Fernández Lafuente (1993-1996)
- Dirección General de Vivienda y Suelo
  - Francisco Javier Martín Ramiro (2020- )
- Dirección General de Arquitectura, Vivienda y Suelo
  - Francisco Javier Martín Ramiro (2018-2020)
  - Antonio Aguilar Mediavilla (2017-2018)
  - Juan Van-Halen Rodríguez (2014-2016)
  - Pilar Martínez López (2011-2014)
- Dirección General de Arquitectura y Política de Vivienda
  - Cristina Thomas Hernández (2010-2011)
  - Ana de los Ángeles Marín Andréu (2010) (*)
  - Anunciación Romero González (2008-2010) (*)
  - Ángel Rafael Pacheco Rubio (2004-2008) (*)
- Dirección General de Suelo y Políticas Urbanas
  - Félix Arias Goytre (2010-2011)
  - María Rosario Alonso Ibáñez (2008-2010) (*)
- Dirección General de Urbanismo y Política de Suelo
  - Marcos Vaquer Caballería (2004-2008) (*)
- Dirección General de la Vivienda, la Arquitectura y el Urbanismo
  - Fernando Nasarre y de Goicoechea (1996-2004)
- Dirección General de Agenda Urbana y Arquitectura
  - María Teresa Verdú Martínez (2023- ) (*)
  - Nuria Matarredona Desantes (2023)
  - José Ignacio Carnicero Alonso-Colmenares (2020-2023)
  - Francisco Borja Carreras-Moysi Carles-Tolra (1993-1996)
- Dirección General para la Vivienda y Arquitectura
  - Mariano de Diego Nafría (1988-1991)
  - Alberto Valdivieso Cañas (1987-1988)
- Dirección General de la Vivienda
  - José Luis González-Haba González (1985-1987)
- Dirección General de Arquitectura y Edificación
  - Manuel de las Casas Gómez (1986-1987)
  - Antonio Vázquez de Castro Sarmiento (1985-1986)
- Dirección General de Arquitectura y Vivienda
  - Antonio Vázquez de Castro Sarmiento (1982-1985)
  - Juan Arturo Guerrero Aroca (1982)
  - Antonio Vallejo Acevedo (1976-1982)
- Dirección General de Política Territorial y Urbanismo
  - Antonio Serrano Rodríguez (1992-1993)
- Dirección del Instituto del Territorio y Urbanismo 
  - Antonio Serrano Rodríguez (1991-1992)
  - Angel Menéndez Rexach (1987-1991)
  - Juan Ignacio Zumárraga Zunzunegui (1985-1987)
- Dirección General de Acción Territorial y Urbanismo
  - Juan Ignacio Zumárraga Zunzunegui (1984-1985)
  - Damián Queró Castanys (1982-1984)
  - Francisco Perales Madueño (1981-1982)
  - Luis María Enríquez de Salamanca Navarro (1980-1981)
  - José María Fluxá Ceva (1979-1980)
- Dirección General de Urbanismo
  - Bernardo Ynzenga Acha (1978-1979)
  - Carlos García Maura (1977-1978)
- Dirección General de Ordenación y Acción Territorial
  - José María Fluxá Ceva (1978-1979)
- Dirección General de Relaciones Institucionales
  - Óscar Graefenhain de Codes (2009-2011)
  - María Teresa Rodríguez Barahona (2008-2009)
- Dirección General del Instituto Geográfico Nacional
  - Lorenzo García Asensio (2018- )
  - Amador Elena Córdoba (2012-2018)
  - Alberto Sereno Álvarez (2002-2012)
  - José Antonio Canas Torres (1996-2002)
  - Ricardo Díaz Zoido (1995-1996)
  - José Teófilo Serrano Beltrán (1994-1995)
  - Angel Arévalo Barroso (1985-1994)
  - Emilio Murcia Navarro (1983-1984)
  - Julio Morencoso Tevar (1980-1983)
  - Rodolfo Núñez de las Cuevas (1974-1980)
- Dirección General de Organización, Procedimiento y Control
  - José Antonio Sánchez Velayos (2000-2004)
- Dirección General de Programación Económica y Presupuestos
  - Pedro Enrique Blanco Chinarro (2025- )
  - Angélica Martínez Ortega (2024-2025)
  - María Cristina Tarrero Martos (2022-2024)
  - María del Carmen García Franquelo (2018-2022)
  - María Jesús Romero de Ávila Torrijos (2016-2018)
  - Juan Miguel Báscones Ramos (2012-2016)
  - Jesús Manuel Gómez García (2009-2012)
- Dirección General de Programación Económica
  - Luis Felipe Palacios Arroyo (2008-2009)
  - Fernando Rojas Urtasun (2004-2008)
  - Antonio Manuel López (2000-2004)
  - Pablo Gasós Casao (1996-2000)
- Dirección General de Programación y Coordinación Económica 
  - José Marcos Lillo Pérez (1987-1991)
- Dirección General de Organización e Inspección
  - María Belén Villar Sánchez (2022- )
  - Javier Sánchez Fuentefría (2018-2022)
  - Virginia de los Reyes Pérez Alegre (2017-2018)
- Inspección General de Fomento
  - Virginia de los Reyes Pérez Alegre (2016-2017)
  - Pilar Fabregat Romero (2012-2016)
  - Montserrat Merino Pastor (2009-2012)
- Dirección General de Servicios
  - Montserrat Merino Pastor (2009-2009)
  - Francisco Celso González González (2008-2009)
  - José Antonio Vera de la Cuesta (1985-1996)
  - José Antonio Sánchez Velayos (1982-1985)
- Secretraría General Técnica
  - Alejandra González Madrid (2024- )
  - Angélica Martínez Ortega (2018-2024)
  - Alicia Segovia Marco (2016-2018)
  - Eugenio López Álvarez (2011-2016)
  - Fabiola Gallego Caballero (2009-2011)
  - José María Collado González (2008-2009)
  - José María Ramírez Loma (2008)
  - Tomás Merola Macanás (2004-2008)
  - Francisco de Asís Sanz Gandasegui (2000-2004)
  - Francisco Uría Fernández (1999-2000)
  - Pablo Mayor Menéndez (1996-1999)
  - Santiago García Izquierdo (1995-1996)
  - Diego Luis Lozano Romeral (1991-1995)
  - Ángeles Amador Millán (1986-1991)
  - Eduardo Abril Abadín (1981-1986)
  - Juan Damián Traverso (1979-1981)
  - Pedro Meroño Vélez (1978-1979)
  - Alfonso Soriano y Benítez de Lugo (1977-1978)

(*) En el Ministerio de Fomento